# Arguments
Pour les articles homonymes, voir Argument.
Arguments (1956-1962) est une revue de philosophie politique, publiée aux Éditions de Minuit, inspirée par le marxisme, mais qui se présente comme « révisionniste », en résistance au stalinisme, à la recherche d'un « méta-marxisme », intégrant la réflexion de marxistes hétérodoxes (le jeune Georg Lukács, Herbert Marcuse, etc.), de « gauchistes » (Karl Korsch, etc.), et l'apport des sciences sociales. Ses travaux concernent autant la sociologie, l'anthropologie que l'épistémologie.
Elle a été fondée en décembre 1956 (date de parution du premier numéro) par Edgar Morin, Roland Barthes, Jean Duvignaud et Colette Audry, qui constituent le comité de rédaction initial. Ce comité intégrera par la suite Dionys Mascolo, Serge Mallet, François Fetjö et Pierre Fougeyrollas. Kostas Axelos en fut le rédacteur en chef à partir de février 1958. Sa parution s'est arrêtée fin 1962, après 28 numéros.
Originellement, elle vient en complément et poursuit la revue italienne Ragionamenti (1955-1957), dirigée à Milan par Armanda Guiducci avec Luciano Amodio, Sergio Caprioglio, Franco Fortini, et Roberto Giuducci.
- Revue : Arguments « s'est présenté non comme une revue, formule commerciale ou littéraire, mais comme un bulletin, formule militante et chercheuse » (Edgar Morin, Combat, 16 juillet 1970).

- Marxiste : « Nous savons que le marxisme doit être à la fois assimilé et intégré comme province d'une théorie plus ample et multi-dimensionnelle, mais qu'il s'agit de préparer » (Edgar Morin, ibid.)

## Contributeurs
Parmi les contributeurs, on compte :
- Colette Audry
- Kostas Axelos, rédacteur en chef à partir de février 1958
- Roland Barthes
- Yvon Bourdet
- François Châtelet
- Jean Duvignaud
- François Fetjö
- Pierre Fougeyrollas
- Joseph Gabel
- André Frankin
- Serge Mallet
- Dionys Mascolo
- Edgar Morin, directeur-gérant
- Maximilien Rubel